# HD 180756
HD 180756，又名BD+49 2968，SAO 48247、HR 7311，是一颗恒星，视星等为6.27，位于銀經81.09，銀緯16.87，其B1900.0坐标为赤經19h 12m 42.8s，赤緯+49° 16.87′ 39″。